# Adil Kaouch
Adil Kaouch (arabiska: عادل الكوش), född 1 januari 1979, är en marockansk friidrottare (medeldistans). Kaouch var från början mest känd som farthållare vid de stora mästerskapen för landsmannen Hicham El Guerrouj men från de olympiska spelen i Athen 2004 där han slutade nio har han mer tävlat för sig själv. Kaouch bästa resultat i ett större mästerskap är silver på 1 500 meter vid VM i Helsingfors 2005.